# Strada provinciale 63 Bivio Lizzo Castel di Casio
La strada provinciale 63 Bivio Lizzo Castel di Casio è una strada provinciale italiana della città metropolitana di Bologna.

## Percorso
Inizia dall'innesto sulla SP 40 e sale verso est fino a circa 770 m di quota. Nella stessa direzione scende, con diversi tornanti, fino a Castel di Casio, paese in cui la provinciale si immette nella SP 52.